# Vitkronad snårsparv
Ej att förväxla med vitkronad sparv.
Vitkronad snårsparv (Atlapetes albinucha) är en fågel i familjen amerikanska sparvar inom ordningen tättingar.

## Utseende
Vitkronad snårsparv är en rätt stor sparv med svart huvud som kontrasterar med vitt centralt hjässband. I Mexiko är den mestadels gul undertill, medan sydligare fåglar har gult på strupen men ljusgrått bröst. 

## Utbredning och systematik
Vitkronad snårsparv förekommer från södra Mexiko genom Centralamerika till norra Colombia. Den delas in i två grupper med sammanlagt åtta underarter, med följande utbredningar:
- Atlapetes albinucha albinucha – höglänta områden i Mexiko (Puebla och Veracruz till norra Chiapas)
- gutturalis-gruppen
  - Atlapetes albinucha griseipectus – Stillahavssluttningen i södra Mexiko (Chiapas) till västra Guatemala och El Salvador
  - Atlapetes albinucha fuscipygius – höglänta områden i Honduras till nordvästra El Salvador och nordvästra Nicaragua
  - Atlapetes albinucha parvirostris – subtropiska Costa Rica
  - Atlapetes albinucha brunnescens – subtropiska västra Panama (västra Chiriquí)
  - Atlapetes albinucha coloratus – subtropiska västra Panama (östra Chiriquí och Veraguas)
  - Atlapetes albinucha azuerensis – västra Panama (Azuerohalvön)
  - Atlapetes albinucha gutturalis – övre tropiska och subtropiska norra Colombia

### Familjetillhörighet
Tidigare fördes de amerikanska sparvarna till familjen fältsparvar (Emberizidae) som omfattar liknande arter i Eurasien och Afrika. Flera genetiska studier visar dock att de utgör en distinkt grupp som sannolikt står närmare skogssångare (Parulidae), trupialer (Icteridae) och flera artfattiga familjer endemiska för Karibien.

## Levnadssätt
Vitkronad snårsparv hittas i städsegröna skogar eller skogar med tall och ek. Där föredrar den täta och buskiga områden samt blombankar. Den är rätt tillbakadragen och håller sig på eller nära marken i undervegetationen, förutom när den sjunger från buskar och träd. Arten påträffas ofta i par.

## Status och hot
Arten har ett stort utbredningsområde, men tros minska i antal, dock inte tillräckligt kraftigt för att den ska betraktas som hotad. Internationella naturvårdsunionen IUCN listar arten som livskraftig (LC). Beståndet uppskattas till i storleksordningen 50 000 till en halv miljon vuxna individer.